# Helymaeus amabilis
Helymaeus amabilis là một loài bọ cánh cứng trong họ Cerambycidae.